# 日本村 (ナイツブリッジ)

ナイツブリッジの日本村（1886年）

日本人村 (Japanese Village) は、ヴィクトリア朝後期、1885年1月から1887年6月にロンドンのナイツブリッジのハンプリーズ・ホールで行われた日本の文化の展示。

## 概要

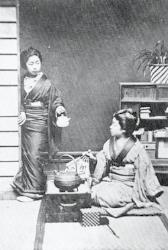
ウィリアム・S・ギルバートが撮影した日本村の写真

約100名の日本人男女が日本の伝統的村落に似せたものを作るために雇われた。この数年前にイギリスで行われた日本文化展示の観覧ツアーを組織したタンナケル（タナカー）・ブヒクロサン (Tannaker Billingham Neville Buhicrosan) によって行われた商業的展示であった。1850年代、日本とイギリスの貿易が始まり、1860年代および1870年代には日本に関するもの全てが流行となり、日本の古風な文化はイギリス人たちに受け入れられた。19世紀後半、特に耽美主義支持者に影響を与え、この展示は好評を博し、数か月で25万名以上が訪れた。
この展示はナイツブリッジの南、現在のトレヴァー通りの東に位置するハンプリーズ・ホールで行われ、スタッフ用の宿泊施設も装備されていた。『イラストレイテド・ロンドン・ニュース』紙の広告によると、「男女問わず熟練した日本人の職人たちが慣習、文化、芸術を紹介し、美しい民族衣装を身にまとう。豊かな装飾を施し、ライトアップされた寺院、茶室での5時のお茶、日本の音楽やエンターテイメント、日本の日常生活」などが展示された。
アーサー・サリヴァンとともにオペラ『ミカド』(1885年)を製作中だったウィリアム・S・ギルバートはこの展示を訪れ、この村の日本人たちに出演者たちに日本人の立居振舞を教えてくれるよう契約した。1885年、一晩中火事になって焼け落ち、日本人1人が焼死した。ブヒクロサンはすぐにできるだけ早く再建すると発表したが、日本人たちはベルリンで行われる国際衛生博覧会に出席するため移動する予定であった。彼らはとりあえず契約満了までそこに留まった。1885年12月、ホールや村は再建されて一般公開された。
この展示は18か月続き、1887年2月までに100万名以上が訪れ、1887年6月に閉館した。

## 関連文献
- 倉田喜弘 『1885年ロンドン日本人村』 朝日新聞社 1983年
- 小山騰 『ロンドン日本人村を作った男 - 謎の興行師タナカー・ブヒクロサン 1839-94』 藤原書店 2015年

座標: 北緯51度30分05秒 西経0度09分50秒 / 北緯51.5015度 西経0.1639度